# Charles Dorety
Charles Dorety est un acteur du cinéma américain né le 20 mai 1898 à San Francisco, Californie aux États-Unis, décédé le 2 avril 1957 à Hollywood, Los Angeles en Californie.

## Biographie
Acteur de comédies, venu du cirque et du vaudeville, on l'aperçoit dans des comédies muettes pour la Fox, la L-KO ou l'Universal. Il partage la vedette avec Dorothy Devore dans la série «Mike and Ike» (1928-1929).

## Filmographie partielle
- 1920 : Le Garage infernal (The Garage) de Roscoe Arbuckle
- 1921 : Malec champion de tir (The High Sign) de Buster Keaton et Edward F. Cline : le méchant (non crédité)
- 1928 : Came the Dawn de Arch Heath
- 1929 : Derrière les barreaux (The Hoose-Gow) de James Parrott : un prisonnier
- 1931 : Le Bon Filon (Laughing Gravy) de James W. Horne : l'ivrogne
- 1931 : Sous les verrous (Pardon Us) de James Parrott : Prisonnier insurgé (non crédité)
- 1932 : Les Deux Vagabonds (Scram!) de Ray McCarey : l'avocat
- 1932 : Les Sans-soucis (Pack Up Your Troubles) de George Marshall et Ray McCarey : un passant
- 1932 : Le Baiser de la mort (The Death Kiss) d'Edwin L. Marin : Bill
- 1933 : Rhapsody in Brew de Billy Gilbert
- 1934 : Les Jambes au cou (Going Bye-Bye!) de Charley Rogers : un homme à l'audience
- 1934 : Men in Black de Ray McCarey : médecin
- 1934 : Three Little Pigskins de Ray McCarey : photographe
- 1934 : Un jour une bergère (Babes in Toyland) de Gus Meins et Charley Rogers : citadin
- 1935 : The Captain Hits the Ceiling de Charles Lamont : steward
- 1935 : Oh, My Nerves de Del Lord
- 1936 : Am I Having Fun! de Jack White : reporter
- 1937 : L'Or et la Chair (The Toast of New York) de Rowland V. Lee : reporter
- 1937 : Blossoms on Broadway de Richard Wallace : chauffeur de taxi
- 1940 : Le Fantôme du cirque (The Shadow) de James W. Horne
- 1940 : The Green Archer de James W. Horne : Thug
- 1946 : Sister Kenny de Dudley Nichols : reporter
- 1955 : Deux nigauds et les flics (Abbott and Costello Meet the Keystone Kops) de Charles Lamont : marchant ambulant de pastèques